# Брочинг

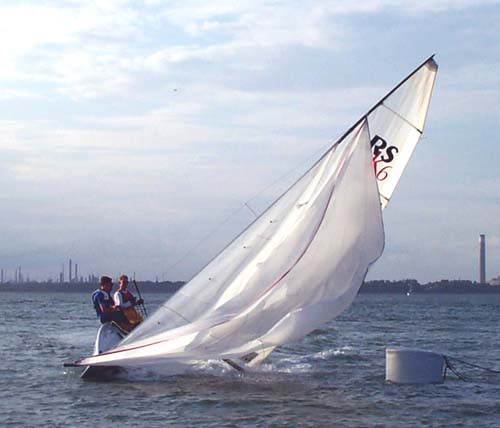
Брочинг кільової яхти RS K6 під поривом вітру при спробі обігнути плавучий знак.

Бро́чинг (англ. broaching — «протягання») — різкі повороти (кидки) яхти у навітряний бік, що не піддаються управлінню.
Рухи яхти в протилежному щодо крену напрямку, викликані несиметричністю корпусу, зазвичай є причиною брочингу, найчастіше це відбувається на курсах фордевінд та бакштаг. Якщо силу, що виникла в результаті цих факторів, не вдається компенсувати впливом керма, то яхта йде у брочинг.
Дуже часто брочинг відбувається при несенні спінакера і великому диференті на ніс, через що стається прорив повітря під днище човна в район пера керма і як наслідок втрата керованості.